# Knihovna Josefa Petra Ondoka
Knihovna Josefa Petra Ondoka je knihovnou Teologické fakulty Jihočeské univerzity v Českých Budějovicích. Sídlí v budově v Kněžské ulici v prostorách bývalého kapucínského konventu u kostela svaté Anny (zrušeného v roce 1786) v centru Českých Budějovic. Byla ustavena spolu se založením fakulty v roce 1991, jako jediná z původních několika fakultních knihoven Jihočeské univerzity se v roce 2010 nevčlenila do nově postavené Akademické knihovny Jihočeské univerzity v kampusu ve Čtyřech Dvorech a nadále funguje samostatně. S Akademickou knihovnou ji však spojuje společný katalog, knihovní systém Aleph a databáze čtenářů. Nabízí služby především studentům a pedagogům Teologické fakulty Jihočeské univerzity a dále studentům a zaměstnancům ostatních fakult Jihočeské univerzity i široké veřejnosti.
Od roku 2013 nese jméno kněze, teologa, filosofa, spisovatele a vědce Josefa Petra Ondoka (1926 – 2003).

## Knihovní fondy a služby

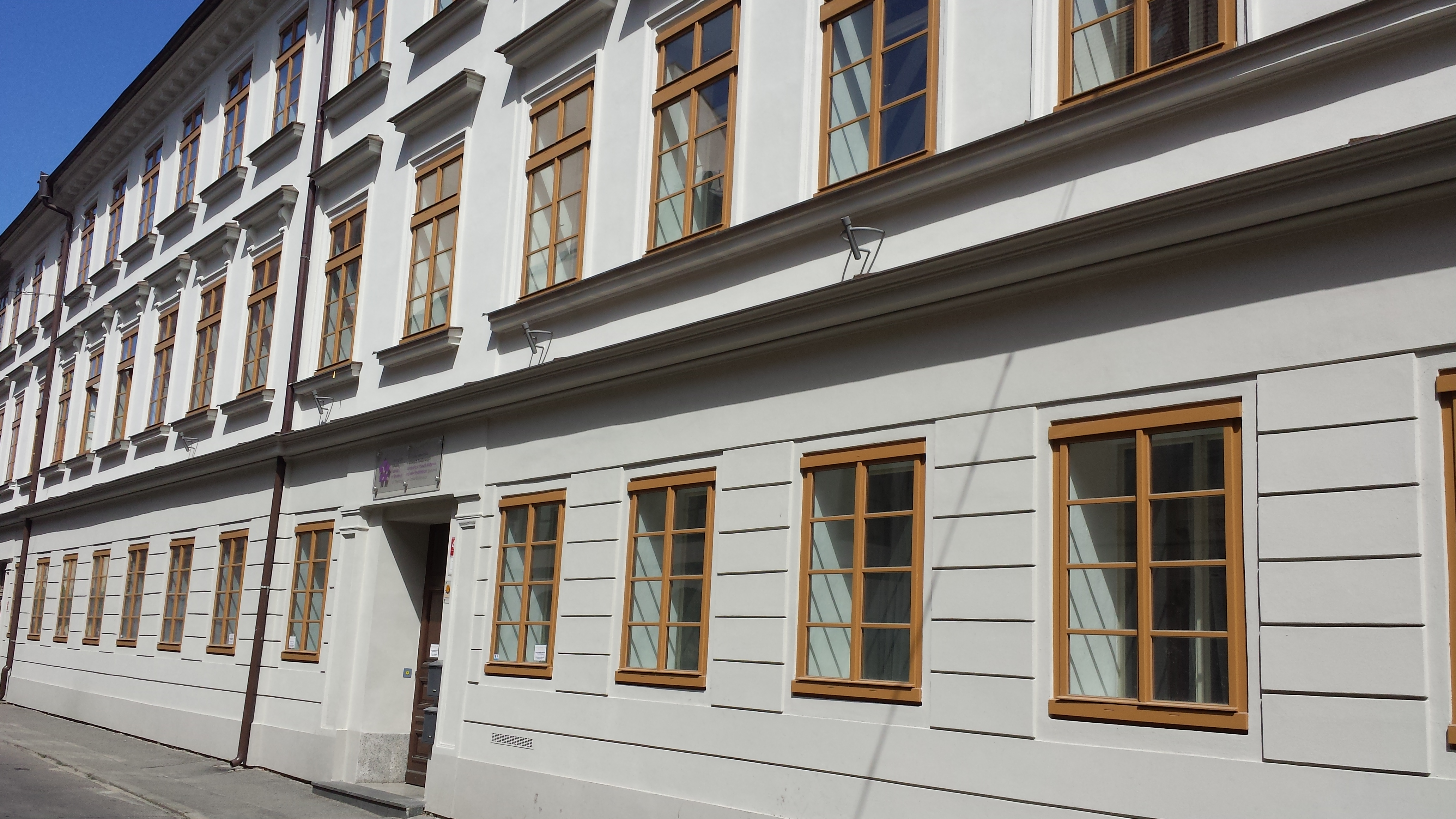
Budova Teologické fakulty JU v Kněžské ulici

V knihovně se nachází kolem 50 000 tisíc svazků teologické, duchovní a církevní literatury a jiné odborné literatury z oblasti psychologie, sociologie, filosofie, religionistiky, pedagogiky, sociální práce, politologie, práva a přírodních věd. Kromě dokumentů v českém a slovenském jazyce fond zahrnuje též knihy ve vybraných světových jazycích, dále v latině, řečtině nebo hebrejštině. K prezenčnímu studiu ve studovně je k dispozici fond časopisů obsahující asi 120 titulů domácí i zahraniční provenience a publikace příručkového charakteru. Diplomové práce Teologické fakulty jsou deponovány v Akademické knihovně Jihočeské univerzity (od roku 2007 jejich katalogizační záznamy obsahují odkazy na plné texty). Knihy i časopisy jsou umístěny převážně ve volném výběru a jsou řazené podle oborů. Většinu knih je možno vypůjčit absenčně, s možností online prodloužení či telefonicky nebo e-mailovou poštou. Vypůjčené tituly je možno si rezervovat online, případně osobně. Knihovna je vybavena knihovnickým počítačovým systémem Aleph, veškerý knižní fond je dohledatelný přes internet v online katalogu.
Knihovna poskytuje klasické prezenční i absenční výpůjční služby studentům a zaměstnancům Teologické fakulty, studentům a zaměstnancům ostatních fakult Jihočeské univerzity i veřejnosti. Výpůjční podmínky jsou rozlišeny podle kategorií čtenářů. K vystavení čtenářského průkazu pro veřejnost je třeba 1 fotografie (formát na občanský průkaz) a poplatek za registraci. Knihovna dále uživatelům poskytuje meziknihovní výpůjční služby a ve spolupráci s Národní knihovnou České republiky též mezinárodní meziknihovní výpůjční služby. Dalšími službami, které knihovna nabízí, jsou též kopírovací, poradenské a konzultační služby, zprostředkování přístupu do elektronických databází a elektronických časopisů předplácených Jihočeskou univerzitou a zpracování rešerší z vlastních databází. V knihovně je také možné zakoupit skripta vydávaná na Teologické fakultě Jihočeské univerzity.
Knihovna je pro čtenáře otevřena od pondělí do pátku, ve dnech výuky a konzultací kombinovaného studia i v sobotu.